# Los Risquetes
Los Risquetes este o arie protejată (arie specială de conservare — SAC, sit de importanță comunitară — SCI) din Spania întinsă pe o suprafață de 9,1 ha, integral pe uscat.

## Localizare
Centrul sitului Los Risquetes este situat la coordonatele 29°06′43″N 13°39′35″W / 29.112°N 13.6597°V.

## Înființare
Situl Los Risquetes a fost declarat sit de importanță comunitară în octombrie 1999 pentru a proteja un număr necunoscut de specii din flora spontană și fauna sălbatică aflate în arealul zonei. Situl a fost protejat și ca arie specială de conservare în ianuarie 2010.

## Biodiversitate
Situată în ecoregiunea , aria protejată conține 2 habitate naturale: Faleze cu floră endemică de pe coastele macaroneziene, Tufărișuri halofile mediteraneene și termo-atlantice (Sarcocornetea fruticosi).
La baza desemnării sitului se află un număr nedeclarat de specii protejate.